# Heteroteucha distephana
Heteroteucha distephana là một loài bướm đêm thuộc họ Oecophoridae. Nó được tìm thấy ở New South Wales, Queensland và Victoria.
Sải cánh dài khoảng 10 mm. Adults have yellow forewings, each with a brown band across the middle and a broad brown margin. The hindwings are plain pale brown.
The larvae live in silked dead leaves. They feed on dead leaves của Eucalyptus species.